# 莊學忠
莊學忠（1963年8月26日—）是出生於馬來西亞的男歌手，同時也是詞曲創作及唱片製作人。由於早年參加歌唱比賽，在五年之內曾獲得76次冠軍，故有「冠軍歌王」之稱。從1986年到2011年的25年間一直為皇星全音企業有限公司簽約歌手，2011年至今就職於莊學忠音樂廣場。

## 演藝生涯
1977年就讀初中二年級，被班主任強迫參加校內的歌唱比賽，拿到生命中的第一個冠軍，從此開啟了演唱生涯。接下來的幾年裡接受校內歌唱及聲樂老師的調教，在念高中時開始參加校外的流行歌曲比賽，為以後的歌唱生涯奠定了基礎。1981年就讀高中三年級時，奪得由吉隆坡天虹歌劇院主辦之全國華語流行歌曲公開賽男子組冠軍，畢業後隨即受邀於該歌劇院演唱，雖然僅僅經歷幾個月，但卻從中學習到了對往後演藝生涯影響深遠的舞臺及歌唱技巧。
1983年以三年之內奪得40次歌唱賽冠軍之紀錄而獲選新生活報舉辦的首屆「生活之最」冠軍，同年拜師在已故著名歌唱家余國基門下繼續鑽研歌藝及學習樂理，這期間他的唱歌技巧得到了進一步的提升。1984～1985年參加新加坡廣播電視台主辦的《鬥歌競藝》大型歌唱賽，以一曲《山南山北走一回》奪得冠軍，在新馬地區打響名號，多家唱片公司要與之簽約，均因其自覺不適合當歌星、只將唱歌當作愛好而拒絕。
1985年因莊學忠拿了70多次歌唱比賽冠軍，主辦單位不再讓其參加比賽，便只能灌錄唱片以繼續歌唱事業，遂與皇星全音唱片企業有限公司簽下發片合約，以76次「冠軍歌王」稱號正式出道。同年莊學忠自組陽光歌樂團，自己兼琴鍵手和歌手，到處登臺演出。1986年首張個人專輯《你的背影》面市。隨後推出第二張專輯《午夜夢迴時》，並打入中國市場。1987年首度獲得馬來西亞《南洋商報》主辦之讀者票選「十大歌星」，參與十大歌星慈善義演巡迴演出。1989年初推出首張個人賀歲專輯《開心又一年》並第二度當選大馬「十大歌星」，同年4月再推出《魅力老歌》第三集，兩個月內連獲頒兩張金唱片獎。1990年推出《魅力老歌》第四集，當中的《奇妙的約會》被稱作是莊學忠的國歌，是他每次演出必唱的曲目。
1996年設立於家中的「莊學忠音樂廣場」錄音室正式成立。1998年第六度當選大馬「十大歌星」並參與巡迴慈善義演。召集歌星羅賓、陳良泉、喬華、小萍萍、李燕萍、卓依婷、謝采妘赴北京錄製《拱照北京城》賀歲專輯，並且自己擔當製片人兼策劃，專輯摘下年度賀歲專輯銷售量冠軍，「八大巨星」組合名稱亦是由其所創。同年製作冠軍歌后李燕萍首張個人專輯《最佳舊曲新唱》。
2007年首次登上馬來西亞雲頂高原國際舞臺雲星劇場舉辦入行20週年紀念大型售票演唱會《莊志雲霄20》，當晚捐出他的唱酬用於修成林佛教寺院充當慈善基金。2008年6月舉辦《慈愛08愛心延續雲頂演唱會》，並在演唱會結束義賣自傳新書《莊學忠畫傳》和新專輯《新民歌紅》，所得均捐助慈善機構和四川地震災民。2011年由於唱片業不景氣，合作了25年的皇星全音唱片公司決定不再投資製作專輯，莊學忠一肩挑起DIY自資、製作、演唱、拍攝及出版專輯，但繼續交由皇星全音代理發行，直到皇星全音在2015年倒闭之后，由庄学忠自资发行。2020年3月，與音樂人黃振江合唱抗疫歌曲《別怕 還有我在》。
2022年，已经没有制作唱片5年的他，因为和网络直播歌手黄铭德的合作兼结识，因此在和黄铭德的直播演唱会结束的几个月之后，特别为黄铭德制作了第七张的个人专辑《兄弟，我挺你！》。除此之外，他再获得黄铭德邀约，加入由黄铭德号召的组合“五福星”，并会以这个组合发布2023年的贺岁专辑，其中主打歌更由他作曲。

## 個人生活
莊學忠出生在馬來西亞雪蘭莪州巴生縣，在家中排行老大，底下有一個弟弟兩個妹妹。太太是早年筆友，1986年結婚，兩人是娛樂圈的模範夫妻，育有兩兒兩女。
他是一名虔誠的佛教徒，從出道至今一直致力於慈善事業，堅持素食二十多年，曾為父還願而短暫出家。

## 演唱風格
嗓音屬於渾厚雄壯，音域寬闊且極富磁性。由於師出正統聲樂老師，故唱風偏向正統民族歌曲唱法，主要演唱經典老歌，但是民歌、老歌、流行歌曲、小調歌曲乃至黃梅調歌曲都能輕鬆駕馭。台風以穩重為主，有時亦不乏活潑的一面。

## 演唱會
- 1998年：赴新加坡開辦個人新春演唱會
- 1999年：受邀於澳洲柏斯賭場舉辦售票個人演唱會
- 2002年：與台灣歌手林淑娟共同舉辦《同心金曲演唱會》
- 2006年：和鐘鎮濤於吉隆坡攜手演出《皇朝園演唱會》
- 2007年：於馬來西亞雲頂高原國際舞臺雲星劇場舉辦入行20周年紀念演唱會《莊志雲霄20》
- 2008年：於雲頂雲星劇場舉行《慈愛08愛心延續》演唱會[20]
- 2012年8月：與李燕萍共同舉辦《金曲之夜》雲頂演唱會[21]
- 2013年12月：於雲頂雲星劇場舉辦《SUPER雲頂新春演唱會》[22]
- 2015年2月：新馬台八大巨星金曲鬼馬演唱會[23]
- 2016年3月：於吉隆坡冼都王岳海大禮堂舉辦《情友獨忠30載》演唱會[24]
- 2017年5月：於雲頂雲星劇場舉辦《忠氣十足》演唱會[25]
- 2018年
  - 1月與林必媜共同舉辦《忠媜不渝》雲頂演唱會[26]
  - 6月於吉隆坡舉辦《忠愛一生》個人演唱會[27][28]
- 2019年：舉辦雲頂雲星劇場個人演唱會、與張國祥聯手舉辦《雙歌王演唱會》
- 2020年：參與《RTM新春演唱會》
- 2022年
  - 5月19/20日於雲頂雲星劇場舉辦個人演唱會
  - 6月參與《金色年華雙親節2022演唱會》
  - 8月於雲頂雲星劇場舉辦個人演唱會
  - 11月於吉隆坡王岳海大禮堂擔任林必媜《媜心媜意演唱會》演唱嘉賓+音樂總監
  - 12月於新加坡參與麗星歌台《新馬台歌王歌后演唱會》
- 2023年
  - 3月於新加坡濱海藝術中心參與《愛的箴言演唱會》
  - 5月於吉打雙溪大年參與《天地有情、明立有愛 巨星演唱會》
  - 6月參與《金色年華雙親節2023演唱會》
  - 7月於雲頂雲星劇場舉辦個人演唱會
  - 10月與林必媜/顏心寧於居鑾中華二小綜合禮堂舉辦《莊學忠情牽40演唱會》
  - 12月於吉隆坡華總大廈擔任顏心寧《用心寧听演唱會》演唱嘉賓
- 2024年
  - 3月於雲頂雲星劇場舉辦個人演唱會、於印尼巴淡島舉辦《安祈爾/莊學忠演唱會》
  - 6月於吉隆坡王岳海大禮堂擔任林必媜《媜心媜意演唱會2.0》演唱嘉賓+音樂總監
  - 10月於王岳海大禮堂與17位藝人歌手參與《非一般演唱會》演唱嘉賓+音樂總監
- 2025年
  - 2月參與《RTM新春演唱會》
  - 5月參與《金色年華雙親節2025演唱會》

## 慈善義演
- 1987年～1998年：十大歌星巡迴慈善義演[29]
- 1991年：為大馬雙溪毛糯煙花廠爆炸案災民及中國華南水災災民籌款
- 1995年：為慈善團體禪菩門錄唱《佈施濟世》單曲專輯供義賣籌款
- 1997年
  - 為拉曼學院籌款開辦《莊學忠個人演唱會》
  - 參與《捐助朝鮮飢民慈善演唱會》
- 2001年
  - 參與「情牽萬人 愛我表年」、「馳援印度大地震」、「一心一意慈善大匯演」
  - 與湯蘭花、馬景濤、李茂山等歌手赴新加坡參與《超級巨星慈善演唱會》
- 2002年
  - 參與《皇星傳燈義演》
  - 與鄭佩佩、黃文永等人於新加坡舉辦《2002星馬70年代巨星獻仁慈》演唱會
  - 和尤雅聯手打造《雅加達大叢山寺院中秋慈善演唱會》
- 2004年：參與《十大真情不變》大匯演
- 2006年
  - 領銜大馬歌手參與印尼《海嘯無情人間有愛》演唱會為亞齊災民籌款
  - 參與《李逸光輝25慈善夜》大匯演
- 2007年：捐出《莊志雲霄20》演唱會唱酬於修成林佛教寺院充當慈善基金
- 2008年
  - 為圓歌迷遺願，首次於靈堂義務獻唱，並將現場賣唱片所得之盈利以逝者名義捐助慈善團體，將功德迴向給往生者[19]
  - 參與《馬中賑災》大匯演[30]
  - 將《慈愛08愛心延續》演唱會的唱酬捐助慈善[20]
- 2016年6月：參加甲洞一善慈善工會7周年《歌星慈善義演》晚宴[31]
- 2018年
  - 7月捐出《忠愛一生》演唱會盈利5萬令吉[32][33]
  - 12月參加《善心莊滿愛》聖誕聯歡夜，為希望之谷的麻風病人獻唱[34]
- 2019年
  - 赴泰國曼谷為患癌的歌唱導師張女士演唱籌款
  - 3月參加雙溪拉蘭德教會舉辦的《天地有情 明立有愛》演唱會籌慈善教育金[35]
  - 7月參加《愛心同行維護金中晚宴》義唱義賣為金馬揚中學籌款[36][37]
  - 8月參加萬擾百樂嶺花園慈善義演晚會為三育華小籌款[38]
- 2020年6月：舉辦《學忠送碳 為愛高歌》線上直播義唱為修成林特殊學校籌款[39][40]
- 2021年4月30日：舉辦《疫見忠情 與你同在》線上慈善演唱會，為疫情之下的旅遊公車司機籌款[41]
- 2022年1月7日：舉辦《銘記心忠 與你同在》線上慈善演唱會，為馬鈴薯叔叔籌款
- 2023年
  - 2月18日與顏愫蓉/關逸凡/梁金龍於美里美樂大酒店舉辦《關懷慈善演唱會》
  - 3月11日參與第二屆《香江夜•南洋情》慈善演唱會
  - 3月31日參與《音為愛•建光育》巨星慈善演唱會
  - 10月23日參與新加坡芽龍東《老人之家慈善演唱會》
- 2024年6月9日：雲頂半山GEO HOTEL參與《感恩有你•擕手同心》佛曲慈善演唱會

## 獎項
- 1981年：獲得由吉隆坡天虹歌劇院主辦之全國華語流行歌曲公開賽男子組冠軍
- 1983年：以三年之內奪得40次歌唱賽冠軍之記錄而獲選新生活報舉辦的首屆「生活之最」冠軍
- 1984～1985年：獲得新加坡廣播電視台主辦鬥歌競藝比賽公開組冠軍[5]
- 1987年：首度獲得馬來西亞南洋商報主辦之讀者票選「十大歌星」[42]
- 1989年
  - 創作歌曲《重燃愛火》入選《大馬最佳創作比賽》大決賽[13]
  - 第二度當選大馬「十大歌星」
- 1991年：第三次當選大馬「十大歌星」
- 1993年：第四度當選大馬「十大歌星」
- 1995年：第五度當選大馬「十大歌星」
- 1998年：第六度當選大馬「十大歌星」
- 2001年：與余天、鄧麗君、潘秀瓊、趙薇、任賢齊一同入選泰國「天涯海角華人之聲」代表人物

## 演唱作品

#### 個人專輯、男女對唱
| 年份   | 專輯名稱                     | 唱片公司             | 專輯編號    | 語種       | 曲目 |
| ------ | ---------------------------- | -------------------- | ----------- | ---------- | --- |
| 1986年 | 你的背影                     | 皇星全音             | KSE 86-603  | 華語       | 曲目 1. 愛是刻骨銘心 2. 你的背影 3. 又是細雨 4. 破碎的心 5. 誰為誰流淚（乾一杯） 6. 錯誤的抉擇 7. 萬里長城 8. 往日的舊夢 9. 明日天涯 10. 美麗的星期天 11. 山南山北走一回 12. 女孩，妳是我的愛 |
| 1986年 | 河山万里情                   | 皇星全音             | KSE 86-611  | 華語       | 曲目 1. 舞女淚 2. 河山萬里情 3. 愛人的婚禮 4. 相思的滋味 5. 無情的謊言 6. 原來的自己 7. 再一次孤獨 8. 盼你回航 9. 午夜夢迴時 10. 濛濛煙雨 11. 莫待失敗徒感慨 12. 錯看了你 |
| 1987年 | 邁向前方                     | 皇星全音             | KSE 87-617  | 華語       | 曲目 1. 周末舞會 2. 邁向前方 3. 千山萬水寄情意 4. 初情 5. 如果還有明天 6. 心愛那個你 7. 在風中說珍重 8. 窗前的雨 9. 情深依舊 10. 重燃愛火 11. 遠走的腳步 12. 愛的旅途 |
| 1988年 | 魅力老歌                     | 皇星全音             | KSE 88-625  | 華語       | 曲目 1. 浪子淚 2. 心上人 3. 當作沒有愛過我 4. 追夢 5. 又是黃昏 6. 海角天涯只愛她 7. 馬兒你慢些跑 8. 又是細雨 9. 含淚的微笑 10. 往事不堪回首 11. 再吻我一次 12. 可愛的馬 |
| 1988年 | 魅力老歌2                    | 皇星全音             | KSE 88-632  | 華語       | 曲目 1. 不得了 2. 白雲 3. 負心的人 4. 最後的夜快車 5. 對你懷念特別多 6. 愛我不愛他 7. 教我認識你 8. 原諒我吧！心上人 9. 昨夜夢見你 10. 不如早點分離 11. 風雨戀 12. 唱首情歌給誰聽 |
| 1989年 | 開心又一年                   | 皇星全音             | KSE 8919    | 華語       | 曲目 1. 開心又一年 2. 新年慶團圓 3. 喜事近 4. 春天裡 5. 刮地風 6. 迎春節 7. 恭喜年年好 8. 希望在春天 9. 新年新希望 10. 財神的話 11. 財神到我家 12. 珍惜好時光 |
| 1989年 | 魅力老歌3                    | 皇星全音             | KSE 89-640  | 華語       | 曲目 1. 淡淡的情愁 2. 水長流 3. 倆相依 4. 夢醒不了情 5. 輕輕呼喚你 6. 一縷相思情 7. 傷心流浪漢 8. 希望在明天 9. 海水青又藍 10. 心聲淚痕 11. 淚的小花 12. 為什麼要流淚 |
| 1989年 | 老歌魅力                     | 皇星全音             | KSCD-1001   | 華語       | 曲目 1. 浪子淚 2. 心上人 3. 水長流 4. 唱首情歌給誰聽 5. 倆相依 6. 不得了 7. 負心的人 8. 教我認識你 9. 含淚的微笑 10. 又是黃昏 11. 最後的夜快車 12. 為什麼要流淚 13. 當作沒愛過我 14. 追夢 15. 風雨戀 16. 再吻我一次 17. 往事不堪回首 18. 又是細雨 |
| 1989年 | 滿腔熱血·龍的傳人            | 皇星全音             | KSCD-1002   | 華語       | 曲目 1. 我是中國人 / 龍的傳人 / 夢駝鈴 2. 萬里長城 / 山南山北走一回 / 今山古道 3. 黃河願 4. 十五的月亮 5. 迷人的夜晚 6. 一朵小花 7. 夜半歌聲 8. 彌渡山歌 9. 揚州小調 10. 草原之夜 11. 中華禮讚 |
| 1989年 | 壯志凌雲/前程萬里            | 皇星全音             | KSCD-1005   | 華語       | 曲目 1. 藍天白雲/前程萬里/國家一定強 2. 一根扁擔 3. 血染的風采 4. 白鴿 5. 求你動手晚一點 6. 國家 7. 滿江紅 8. 美麗的姑娘 9. 敖包相會 10. 創造 11. 古月照今塵 12. 故鄉/我現在要出征/這裡是我們的國家 |
| 1990年 | 恭喜恭喜又一年               | 皇星全音             | KSE-9021    | 華語       | 曲目 1. 恭喜恭喜又一年 2. 招財進寶/萬事如意 3. 祝福你 4. 七星報喜 5. 開心又一年 6. 富貴花開迎新年 7. 春花齊放/新年頌 8. 新年樂 9. 你招財我進寶/財神到 10. 恭喜發財發大財 11. 珍惜好時光 12. 大家恭喜/喜臨門 |
| 1990年 | 魅力老歌4                    | 皇星全音             | KSCD-1010   | 華語       | 曲目 1. 年輕人/我們都是年輕人 2. 奇妙的約會 3. 是誰搶走我的愛人 4. 漁唱/一剪梅 5. 浪子的眼淚 6. 愛情的代價 7. 新貨郎 8. 藍與黑 9. 不許他回家 10. 跑馬山歌 11. 黃土高坡 12. 愛的苦酒/美酒加咖啡/苦酒滿杯 |
| 1990年 | 福建卡拉OK金曲               | 皇星全音             | KSCD-1012   | 閩南語     | 曲目 1. 友情甲愛情 2. 千萬聲不應該 3. 回鄉的我 4. 父母的願望 5. 心痛 6. 乾一杯 7. 今夜我要飲乎醉 8. 最後即會知輸贏 9. 酒國英雄 10. 分開才知影 11. 浪子的心情/愛拼才會贏/成功的條件 12. 彼句話 13. 買醉 14. 輸人不輸陣/舞伴 |
| 1990年 | 大內雙寶                     | 皇星全音             | KSE 90-691  | 華語       | 曲目 1. 大內雙寶 2. 落花恨 3. 朱大嫂送雞蛋/馬車夫之戀/讀書郎 4. 好久沒到這方來 5. 船歌 6. 漢家好兒郎 7. 濟公傳 8. 落花恨（男聲獨唱） 9. 敢問路在何方 10. 長城謠/中華民族頌 11. 小河淌水 12. 串門 13. 掀起你的蓋頭來/蒙古牧歌/沙里洪巴 |
| 1991年 | 福建卡拉OK金曲2              | 皇星全音             | KSE 91-705  | 閩南語     | 曲目 1. 做總統大家有機會 2. 目一嚇開 3. 初戀 4. 金包銀 5. 落魄的心情 6. 用生命所愛的人 7. 今夜又擱塊落雨 8. 再三誤解 9. 見面三分情 10. 浪子淚 11. 男兒本色 12. 為何愛著別人/你會後悔 13. 驚驚未著頂 14. 好頭不如好尾 15. 相欠債 16. 又擱天黑黑 |
| 1991年 | 傲沄山莊                     | 皇星全音             | KSCD-1015   | 華語       | 曲目 1. 三百六十五里路 2. 大內雙寶 3. 小河淌水 4. 好久沒到這方來 5. 朱大嫂送雞蛋/馬車夫之戀/讀書郎 6. 串門 7. 牧羊曲 8. 長城謠/中華民族頌 9. 海水青又藍 10. 掀起你的頭蓋來/蒙古牧歌/沙里洪巴 11. 梅花夢/月兒彎彎照九州 12. 敢問路在何方 13. 傲沄山莊 14. 落花恨 15. 濟公傳                                                                                        |
| 1991年 | 福建卡拉OK金曲3              | 皇星全音             | KSE 91-713  | 閩南語     | 曲目 1. 愛情一陣風 2. 看破這場清夢 3. 為你犧牲為你茫 4. 湳雨的滋味 5. 浪子生涯 6. 情關 7. 又擱天黑黑 8. 做總統大家有機會 9. 挽仙桃 10. 變心 11. 心所愛的人 12. 初戀 13. 你是這呢美 14. 阮是歹命仔 |
| 1991年 | 彎彎的月亮                   | 皇星全音             | KSCD-1014   | 華語       | 曲目 1. 彎彎的月亮 2. 烏蘇里船歌 3. 馬車夫之戀 4. 船歌 5. 人人有本難念的經 6. 凱旋歌 7. 美麗的村莊 8. 牧羊姑娘 9. 妹妹你大膽的往前走 10. 渴望 11. 民族之光 12. 傳燈 |
| 1992年 | 百鳥爭鳴∙大地回春            | 皇星全音             | KSCD-9229   | 華語       | 曲目 1. 大地回春/恭喜發財 2. 大家恭喜/喜臨門 3. 今年一定過得更好 4. 招財進寶 5. 萬年紅/拜年 6. 開開心又一年 7. 春色滿人間 8. 賀新年/向歌友拜年/嘻嘻哈哈過新年 9. 賀新春 10. 珍惜好時光 11. 祝福你 12. 財神到我家 13. 恭喜大家都發財 14. 歡慶快樂好時光 15. 萬紫千紅迎春到 16. 恭喜恭喜又一年                                                                      |
| 1992年 | CHA CHA情歌對唱集1           | 皇星全音             | KSCD-1019   | 華語       | 曲目 1. 月下對口（李俐青合唱） 2. 愛相思（方咏慧合唱） 3. 採紅菱（莊美娟合唱） 4. 打是疼你罵是愛（方咏慧合唱） 5. 站在高崗上（李俐青合唱） 6. 夜半三更（李俐青合唱） 7. 偷偷摸摸（莊美娟合唱） 8. 表錯情（莊美娟合唱） 9. 搖船曲（李俐青合唱） 10. 踏車小唱（莊美娟合唱） 11. 一條橋（莊美娟合唱） 12. 紫丁香（方咏慧合唱）                                       |
| 1992年 | 黃昏放牛                     | 皇星全音             | KSCD-1023   | 華語       | 曲目 1. 瀟灑走一回 2. 黃昏放牛 3. 我需要安慰 4. 忘也忘不了 5. 恨你不回頭 6. 榕樹下 7. 偷心的人 8. 阿蘭娜 9. 暗淡的月 10. 相思苦 11. 男人的眼淚 12. 幾時再回頭 |
| 1992年 | CHA CHA情歌對唱集2           | 皇星全音             | KSCD-1028   | 華語       | 曲目 1. 印度情歌（莊美娟合唱） 2. 桃花江（方咏慧合唱） 3. 麻將經（莊美娟合唱） 4. 小兩口問答（楊采瑩合唱） 5. 茶山姑娘（方咏慧合唱） 6. 洗菜心（楊采瑩合唱） 7. 傻瓜與野丫頭（張鳳萍合唱） 8. 天鱷（莊美娟合唱） 9. 何必去燒香（楊采瑩合唱） 10. 叮嚀（楊采瑩合唱） 11. 花前對唱（莊美娟合唱） 12. 夫妻相罵（方咏慧合唱）                                         |
| 1993年 | 包青天                       | 皇星全音             | KSCD-2002   | 華語       | 曲目 1. 包青天 2. 男兒當自強 3. 酒色財氣 4. 別再追問 5. 鐘山春 6. 呼喚 7. 愛我在今宵 8. 我沒有騙你 9. 一年又一年 10. 冬戀 11. 真情 12. 老子有錢 |
| 1993年 | 民族風                       | 皇星全音             | KSCD-2007   | 華語       | 曲目 1. 請記得傳達我的思念 2. 風雲豪情 3. 送你一束沙棗花 4. 大漠風沙 5. 新扁擔歌 6. 洪湖水浪打浪 7. 亞洲雄風 8. 出塞曲 9. 我熱戀的故鄉 10. 其實你全都知道 11. 梨花開遍天涯 12. 瀟灑調 |
| 1994年 | 財神爺，你真好！             | 皇星全音             | KSCD-2014   | 華語       | 曲目 1. 財神爺，你真好！ 2. 喜上眉梢 3. 新春好預兆 4. 為新春乾一杯 5. 拜年/迎春花 6. 富貴年 7. 福祿壽星來拜年 8. 五路財神跟著你 9. 天天新年天天樂 10. 鞠躬行禮過新年 11. 新春瀟灑調 12. 數紅包 13. 恭喜發財發大財（重新灌錄） 14. 財神來了 15. 大家過個開心年 【卡帶版本】 1. 財神爺爺                                                                            |
| 1994年 | 夢在你懷中                   | 皇星全音             | KSCD-2023   | 華語       | 曲目 1. 夢在你懷中 2. 夢 3. 後悔愛上你 4. 梨花淚 5. 蔓莉 6. 真情比酒濃 7. 誓言 8. 無情火車 9. 愛情如水向東流 10. 請你放開我 11. 為什麼離開我 12. 夢難忘 13. 空留回憶 14. 回頭我也不要你 |
| 1995年 | 雄壯進行曲                   | 皇星全音             | KSCD-2032   | 華語       | 曲目 1. 望鄉 2. 杯酒高歌 3. 博愛歌 4. 萬里豪情 5. 前程萬里 6. 我們都是一家人 7. 情人的陽光 8. 壯志朝陽 9. 藍天白雲 10. 勇敢向前闖 11. 為勝利高歌 12. 濤聲依舊 13. 中國一定強 |
| 1995年 | 愛的故事                     | 皇星全音             | KSCD-2033   | 華語       | 曲目 1. 成功屬於你 2. 遲來的愛 3. 寂寞伴柔情 4. 不要讓我難過 5. 尋覓 6. 你曾經愛過我 7. 春天裡（重新灌錄） 8. 愛相思 9. 可愛的馬 10. 我需要安慰 11. 站在高崗上 12. 當作沒愛過我 13. 心上人 14. 藍與黑 15. 阿蘭娜 16. 淚的小花 17. 追夢 18. 傷心流浪漢（重新灌錄） 19. 何必去燒香 20. 孤船                                                                         |
| 1995年 | THE LEGEND                   | 皇星全音             | KSCD-2051   | 華語       | 曲目 1. 叉燒包 2. 大醉俠 3. 小時候 4. 不如歸去 5. 不要拋棄我 6. 我不管 7. 青山綠水 8. 保鏢 9. 深深的戀情 10. 雪山盟 11. 喜相逢 12. 痴痴的等 13. 葡萄成熟時 14. 舞臺 |
| 1996年 | 發財                         | 皇星全音             | KSCD-2054   | 華語       | 曲目 1. 大年初一頭一天 2. 天下共歡喜迎春/年節時景/敲鑼打鼓迎新年 3. 石油紅包 4. 恭喜你祝福你 5. 發財 6. 賀新年/歡迎財神齊到來/除夕合家歡 7. 齊唱新年好/掛彩燈/財神爺送元寶 8. 歡樂年年 9. 歡樂年年到永遠 |
| 1996年 | 愛的傾訴                     | 皇星全音             | KSCD-2033   | 華語       | 曲目 1. 三朵花 2. 三個夢/愛的路/友情的安慰/愛的路上千萬里 3. 山歌/康定情歌/原鄉情濃/情人橋 4. 午夜的香吻/岷江夜曲/唱不完的他/追 5. 打魚忙 6. 我來也 7. 夜茫茫 8. 拉茲之歌 9. 莫言醉 10. 想當年 11. 鑽石 |
| 1996年 | 最愛金曲                     | 皇星全音             | KSCD-2077   | 華語       | 曲目 1. 一年又一年 2. 九月九的酒 3. 午夜夢迴時 4. 東南西北風 5. 南海姑娘 6. 恨不鐘情在當年 7. 恨火 8. 故鄉 9. 星星之夜 10. 風從哪裡來 11. 海角天涯只愛她 12. 教我忘不了 13. 梨花淚 14. 梭羅河畔 15. 這裡是我們的國家 16. 無情的謊言 17. 愛你不變情意長 18. 夢裡情人 19. 舞女淚 20. 鐘山春                                                                         |
| 1997年 | 咱來祝福（福建賀歲專輯）     | 皇星全音             | KSCD-2080   | 台語       | 曲目 1. 初九滿地紅/大吉大利發大財/新年鼓聲響連天 2. 金牛賀喜接好年 3. 咱來祝福 4. 看弄獅 5. 祝你一年勝一年/五路財神照顧你/緣分註定趁過年 6. 新年打鑼鼓 7. 緊來過新年 8. 歡歡喜喜過好年 9. 歡歡喜喜過新年/迎接財神入大廳/萬事如意 |
| 1997年 | 你真美                       | 皇星全音             | KSCD-2087   | 華語       | 曲目 1. 一去不回頭 2. 今夕何夕 3. 天不刮風天不下雨天上有太陽 4. 再來一個 5. 再會吧心上人 6. 你真美 7. 我要為你歌唱 8. 故鄉的風 9. 春之花 10. 為什麼只留下一個我 11. 笑看風雲 12. 愛人是蜜糖 13. 瘋狂的周末 14. 默默盼歸期 |
| 1998年 | 生財有道                     | 皇星全音             | KSCD-2094   | 華語       | 曲目 1. 大家來拜年 2. 打鑼打鼓 3. 生財有道 4. 幸福年 5. 招財進寶 6. 非常新年 7. 春花齊放/春天來了 8. 恭喜大家新年好 9. 恭喜恭喜/新年樂 10. 新年歡喜 11. 萬事如意 12. 萬事亨通 |
| 1998年 | 恰恰風采                     | 皇星全音             | KSCD-2101   | 華語       | 曲目 1. DARLING你不要哭 2. 只要和你在一起 3. 田園之歌 4. 回想曲 5. 你像一個謎 6. 我問街燈 7. 我該怎麼辦 8. 相思夜夜深 9. 問你在哪裡 10. 甜蜜的夢 11. 尋夢園 12. 誰的錯 13. 戀愛季節 14. 出人頭地 |
| 1999年 | 新年錢不夠用                 | 皇星全音             | KSCD-2111   | 華語       | 曲目 1. GO GO GO過新年 2. 打鑼打鼓 3. 石油紅包 4. 有錢沒錢過新年 5. 百萬富翁你來當 6. 春天來了好運到 7. 拿紅包 8. 發財 9. 賀新年迎財神 10. 賀新春/歡迎財神齊上門/除夕合家歡 11. 新年更加要努力 12. 新年歌兒大家唱 13. 齊唱新年好/掛彩燈/財神爺爺送元寶 14. 鴻圖大展 15. 歡樂年年                                                                                  |
| 1999年 | 中華功夫                     | 皇星全音             | KSCD-2113   | 華語       | 曲目 1. 好漢歌 2. 中華功夫 3. 老鄉 4. 薪火相傳 5. 挑夫 6. 中華民謠 7. 我是中國人 8. 我的祖國 9. 我的中國心 10. 東方之珠 11. 坐看雲起時 12. 龍的傳人 13. 冰糖葫蘆 14. 把根留住 |
| 2000年 | 快樂新年碰！碰！碰！         | 皇星全音             | KSCD-2116   | 華語       | 曲目 1. HAPPY 2000 2. 一年好一年 3. 今年要比去年好 4. 太平年 5. 快樂新年碰！碰！碰！ 6. 朋友，祝福你 7. 花開富貴滿華堂 8. 春天是我們的 9. 傳統新年 10. 新年來到多熱鬧 11. 新年喜洋洋（重新灌錄） 12. 萬事如意新年好 13. 福星高照 14. 聲聲鑼鼓財神到 |
| 2000年 | 山地好男人                   | 皇星全音             | KSCD-2118   | 華語       | 曲目 1. 高山青 2. 馬蘭山歌 3. 一顆情淚 4. 娜奴娃情歌 5. 多看一眼 6. 梨山痴情花 7. 夢鄉 8. 告訴她我愛她 9. 月桃花 10. 碧蘭村的姑娘 11. 烏來山下一朵花 12. 可憐的落魄人 13. 拜訪春天 14. 山地多情花 15. 好男人 |
| 2001年 | 舞獅                         | 皇星全音             | KSCD-2119   | 華語       | 曲目 1. 舞獅 2. 給我一個大紅包 3. 春滿乾坤福滿園 4. 過個快樂年 5. 春風吻上我的臉 6. 恭喜恭喜恭喜你 7. 迎新送舊又一年 8. 今年發大財 9. 春聯賀歲 10. 好運跟著來 11. 歡迎新年到 12. 新年新氣象（重新灌錄） 13. 過一個大肥年 14. 新恭喜發財 |
| 2001年 | 魅力冠軍金曲                 | 皇星全音             | KSCD-2120   | 華語       | 曲目 1. 夜行列车 2. 给我一个微笑 3. 一声珍重 4. 一个陌生的女孩 5. 我不能不爱你（重新灌录） 6. 同心船 7. 山南山北走一回（重新灌录） 8. 万里长城（重新灌录） 9. 我多情你薄情 10. 失落 11. 明日天涯（重新灌录） 12. 我为你哭，爱人 13. 望着山望着海 14. 醒來吧！雷夢娜                                                                                               |
| 2001年 | 大莊主劉順興號白玉書創作精選 | 碧龍莊               | PLC-C-001   | 華語       | 曲目 1. 龍 2. 宋溪我的故鄉啊 3. 下雨天 4. 醉 5. 沒有結果的夢 6. 我到吉隆坡找你 7. 追月 8. 愛你愛的莫名其妙 9. 是甜是苦或是無味 10. 草莓 11. 嘆 12. 籬笆上的兩朵小花 13. 汽車洋房 |
| 2002年 | PARA-PARA過新年              | 皇星全音             | KSCD-2121   | 華語       | 曲目 1. PARA-PARA過新年 2. 真心的祝福 3. 春之晨 4. 唱首新年歌 5. 新年快樂 6. 歡喜大團圓 7. 幸福永遠在人間 8. 財神到 9. 來來來乾一杯 10. 祝福你 11. 花開富貴 12. 歡樂新春 13. 處處呈現祥和氣 14. 祝你今年好運氣 |
| 2002年 | 魅力冠軍金曲2                | 皇星全音             | KSCD-2122   | 華語       | 曲目 1. 小丑 2. 你我他 3. 我還是永遠愛著你 4. 所以我走 5. 海角天涯 6. 情難守 7. 惜別 8. 梅花 9. 淚的小雨 10. 愛你愛在心坎里 11. 蒼白的記憶 12. 請你別忘記 13. 濛濛細雨憶當年 14. 蘇武牧羊 |
| 2002年 | 金龍佛韻                     | 金龍山萬佛寺         | J-CD-001    | 華語       | 曲目 1. 三寶歌 2. 老實念佛人（四千金合唱） 3. 贊僧歌 4. 勸佈施偈 5. 無根樹 6. 一聲佛號一聲心 7. 釋迦牟尼佛 8. 觀音靈感歌（李燕萍合唱） 9. 甘露歌 10. 傳燈 11. 美滿姻緣 12. 小和尚（四千金） 13. 讓愛心世界到永遠 14. 無盡燈 |
| 2003年 | 情歌鬧新春                   | 皇星全音             | KSCD-2123   | 華語       | 曲目 1. 今年要比去年好 2. 太平年 3. 打鑼打鼓（重新灌錄） 4. 好一個大新年（重新灌錄） 5. 幸福年（重新灌錄） 6. 招財進寶（重新灌錄） 7. 拜年 8. 春天不是讀書天 9. 春天是我們的 10. 春風吻上我的臉 11. 恭喜大家過新年（重新灌錄） 12. 拿紅包 13. 財神到 14. 發財（重新灌錄） 15. 新年歌兒大家唱（重新灌錄） 16. 新春結良緣 17. 萬事如意（重新灌錄） 18. 廟宇朝拜     |
| 2004年 | 山歌∙黃梅調                  | 皇星全音             | KSCD-2127   | 華語       | 曲目 1. 一山還有一山高（陳薇芝對唱） 2. 十八相送（陳薇芝對唱） 3. 小放牛（劉秋儀對唱） 4. 日久見人心（陳薇芝對唱） 5. 木蘭將軍（陳薇芝對唱） 6. 扮皇帝（劉秋儀對唱） 7. 是男是女（劉燕燕對唱） 8. 訪英台 9. 滿工對唱（劉秋儀對唱） 10. 遠山含笑（劉秋儀對唱） 11. 樓台會（陳薇芝對唱） 12. 戲鳳（劉秋儀對唱） 13. 讀西廂（劉秋儀對唱） 14. 鸞鳳爭鳴（陳薇芝對唱） |
| 2004年 | 魅力冠軍金曲3                | 皇星全音             | KSCD-2130   | 華語       | 曲目 1. 愛的苦酒（重新灌錄） 2. 那個人就是我 3. 留戀 4. 相思未了情 5. 忘記你不容易 6. 熱情 7. 我要你忘了我 8. 你要走我不留 9. 委屈為了你 10. 默默祝福你 11. 問斜陽 12. 人兒不能留 13. 你到底要不要我 14. 忘不了的你 15. 恨你恨到底 |
| 2005年 | 新歌+東洋譯曲                | 皇星全音             | KSCD-2133   | 華語       | 曲目 1. 不知道該不該說 2. 你最無情 3. 我是男子漢 4. 星夜的離別 5. 相思樹 6. 秋詞 7. 風 8. 原來的我 9. 原諒我吧！心上人（重新灌錄） 10. 高山慕情 11. 淚痕 12. 寒雨曲 13. 意難忘（重新灌錄） 14. 愛你一萬年 15. 層層相思 16. 誰來愛我 17. 噢！羅娜 18. 離別的鐘聲                                                                                                   |
| 2006年 | 冠軍金曲4                    | 皇星全音             | KSCD-2153   | 華語、台語 | 曲目 1. 夕陽西沉 2. 小河彎彎 3. 不要分離 4. 月亮不下山 5. 未完成的戀曲 6. 你為什麼 7. 我希望我希望 8. 奉獻 9. 故鄉的雲 10. 為我珍重 11. 珍重道別離 12. 浪子回頭 13. 捨不得 14. 藍藍的天藍藍的海 15. 情難忘（台語） |
| 2006年 | 東家蝴蝶西家飛               | 皇星全音             | KSCD-2142   | 華語       | 曲目 1. 你到底愛誰/老鼠愛大米/自己美 2. 東家蝴蝶西家飛/加多一點點/山前山後百花開 3. 忘掉吧！煩惱/像霧又像花/愛她愛她 4. 願嫁漢家郎/花兒像人人像花/往日的舊夢 5. 兩只蝴蝶 6. 苦情花/牧人 7. 娃娃/丁香花/阿瓦古麗 |
| 2007年 | 福建最佳譯曲                 | 皇星全音             | KSCD-2160   | 華語       | 曲目 1. 意難忘 2. 再會啦心愛的無緣的人 3. 酒後的心聲 4. 看到別人牽你的手 5. 盼你回航（重新灌錄） 6. 心愛的是你 7. 惜別的海岸 8. 請你記著我的愛 9. 往事就是我的安慰 10. 誰人會瞭解 11. 還說什麼 12. 你要相信我 13. 愛過不留痕跡 14. 一生只有你 |
| 2008年 | 新民歌紅                     | 皇星全音             | KSCD-2190   | 華語       | 曲目 1. 一條心 2. 山南山北多走一回 3. 中國人 4. 今山古道 5. 心中的長城 6. 巨龍 7. 忠心耿耿 8. 酒干倘賣無 9. 莫待失敗徒感慨（重新灌錄） 10. 圍爐 11. 掌聲響起 12. 感恩的心 13. 懂你 14. 鴻影 |
| 2009年 | 情歌戀曲之桂林山水甲天下     | 皇星全音             | KSCD-2207   | 華語       | 曲目 1. 一曲情未了 2. 小貝殼之戀 3. 在風中說珍重（重新灌錄） 4. 如果能夠 5. 如果還有明天（重新灌錄） 6. 珍珠結情緣 7. 相思的滋味（重新灌錄） 8. 秋風吹來一片情 9. 原來的你 10. 唱不完的心聲 11. 愛有明天 12. 當掌聲過後（重新灌錄） 13. 踩在夕陽裡 14. 舊情的回憶                                                                                                 |
| 2009年 | 月亮專輯                     | 皇星全音             | KSCD-2212   | 華語       | 曲目 1. 月亮圓 2. 月下情歌（黎伊美合唱） 3. 月亮代表我的心 4. 月下對口 5. 月圓花好 6. 明月千里寄相思 7. 月到中秋分外明 8. 清明的月 9. 月圓倍思親 10. 月光小夜曲 11. 暗淡的月 12. 古月照今塵 13. 月亮頌 14. 月亮不下山 15. 十五的月亮 16. 彎彎的月亮 17. 月滿西樓                                                                                                  |
| 2010年 | 愛的旅途                     | 皇星全音             | KSCD-2221   | 華語       | 曲目 1. 愛的旅途（重新灌錄） 2. 就這樣算了吧 3. 風雨戀（重新灌錄） 4. 又是黃昏（重新灌錄） 5. 感動天感動地 6. 初戀女 7. 不如歸去（重新灌錄） 8. 對著月亮訴情意 9. 天涯芳草 10. 舞臺（重新灌錄） 11. 我的心裡沒有她 12. 人自醉 13. 夕陽紅 14. 千山萬水寄情意（重新灌錄）                                                                                           |
| 2010年 | 莊嚴之歌                     | 馬來西亞莊嚴宗親總會 | ZY DVD-001  | 華語       | 曲目 1. 莊嚴頌 2. 歌唱楚莊王 3. 歌唱嚴子陵 4. 歌唱莊子 5. 逍遙遊 |
| 2011年 | 魅力福建風                   | 莊學忠音樂廣場       | CSC CD-1001 | 台語       | 曲目 1. 無名英雄 2. 玫瑰花 3. 有夢才會紅 4. 真心只愛你 5. 望月想愛人 6. 愛到才知痛 7. 心所愛的人（重新灌錄） 8. 我是男子漢 9. 做總統大家有機會（重新灌錄） 10. 可愛的馬 11. 酒後的心聲 12. 今夜又擱為你醉 13. 暗淡的月 14. 心事誰人知 |
| 2012年 | 皇者風範·魅力冠軍1           | 莊學忠音樂廣場       | CSC CD-1002 | 華語       | 曲目 1. 春神 2. 溫暖的秋天 3. 水汪汪 4. 凱旋 5. 一剪梅 6. 曠野寄情 7. 情人的關懷 8. 美麗的姑娘 9. 最後一夜 10. 落花流水 11. 你是我心中雲一朵 12. 昨天 13. 昨夜淚痕 14. 夜市人生 15. 我的太陽 |
| 2012年 | 魅力冠軍2·台灣校園民歌集1    | 莊學忠音樂廣場       | CSC CD-1003 | 華語       | 曲目 1. 歸人沙城 2. 外婆的澎湖灣 3. 鄉間小路 4. 爸爸的草鞋 5. 年輕人的心聲 6. 牽掛 7. 童年 8. 木棉道 9. 阿美阿美 10. 野百合也有春天 11. 廟會 12. 踏著夕陽歸去 13. 抉擇 14. 再見花蓮 |
| 2013年 | 魅力冠軍3·經典老歌集         | 莊學忠音樂廣場       | CSC CD-1004 | 華語       | 曲目 1. 愛神的箭 2. 重相逢 3. 陋巷之春 4. 我是中國人/龍的傳人/夢駝鈴（重新灌錄） 5. 萬里長城/山南山北走一回/今山古道（重新灌錄） 6. 水仙 7. 今宵多珍重 8. 夜空 9. 中華民族頌 10. 四季歌 11. 綠島小夜曲 12. 上海灘 13. 愛的苦酒/美酒加咖啡/苦酒滿杯（重新灌錄） |
| 2014年 | 魅力冠軍4·校園民歌集         | 莊學忠音樂廣場       | CSC CD-1006 | 華語       | 曲目 1. 浮雲游子 2. 橄欖樹 3. 海裡來的沙 4. 奔放奔放 5. 雨中即景 6. 小草 7. 蘭花草 8. 陽光和小雨 9. 如果 10. 午後的雷雨 11. 俏姑娘 12. 愛之旅 13. 小雨來的正是時候 14. 你說過 |
| 2015年 | 魅力冠軍5                    | 莊學忠音樂廣場       | CSC CD-1007 | 華語、台語 | 曲目 1. 晚霞 2. 相思河畔 3. 人生就是戲 4. 知道不知道 5. 姑娘十八一朵花 6. 滿場飛 7. 可愛的人生 8. 瀟灑走一回（重新灌錄） 9. 愛上你是我一生的錯 10. 南屏晚鐘 11. 牽手 12. 森林之歌 13. 數天數 14. 尪婿（台語） 15. 拼圖 |
| 2017年 | 好運來                       | 莊學忠音樂廣場       | CSC CD-1008 | 華語       | 曲目 1. 好運來 2. 富貴花開迎新年（重新灌錄） 3. 招財進寶財神到 4. 財神到我家（重新灌錄） 5. 金獅來拜年 6. 開心又一年（重新灌錄） 7. 大家喜洋洋 8. 歡歡喜喜過新年 9. 有福同享在人間（重新灌錄） 10. 財神爺你真好（重新灌錄） 11. 恭喜發財發大財（重新灌錄） 12. 春來了 13. 大好年 14. 聲聲鑼鼓財神到（重新灌錄）                                                   |
| 2018年 | 魅力冠軍6                    | 莊學忠音樂廣場       | CSC CD-1009 | 華語       | 曲目 1. 我在你左右 2. 又是細雨（重新灌錄） 3. 幾度花落時 4. 多少柔情多少淚 5. 合家歡 6. 含淚的微笑（重新灌錄） 7. 田園 8. 何必流連 9. 天路 10. 人在世上飄 11. 好春宵 12. 牽引 13. 永遠的微笑 14. 情歌唱盡 15. 煙火 16. 我們不一樣 |

#### 精選+新歌
| 年份   | 專輯名稱        | 唱片公司 | 專輯編號   | 語種             | 曲目 |
| ------ | --------------- | -------- | ---------- | ---------------- | --- |
| 1990年 | 魅力金曲        | 皇星全音 | KSE 90-672 | 華語             | 曲目 1. 一把情種（新歌） 2. 在風中說珍重 3. 當掌聲過後 4. 春天裡 5. 河山萬里情 6. 午夜夢迴時 7. 莫待失敗徒感慨 8. 盼你回航 9. 無情的謊言 10. 相思的滋味 11. 愛人的婚禮 12. 如果還有明天 13. 刮地風 14. 錯看了你 15. 周末舞會 16. 濛濛煙雨 17. 再一次孤獨 18. 愛的旅途 19. 窗前的雨 20. 遠走的腳步 21. 原來的自己 22. 舞女淚 23. 心愛那個你 24. 愛的苦酒 |
| 1993年 | 魅力老歌精華版2 | 皇星全音 | KSCD-2001  | 華語             | 曲目 1. 馬兒你慢些跑 2. 昨夜夢醒時（新歌） 3. 浪子淚 4. 淡淡情愁 5. 傷心流浪漢 6. 不得了 7. 不許他回家 8. 淚的小花 9. 海水清又藍 10. 梅花夢/月兒彎彎照九州（新歌） 11. 白雲 12. 希望在明天 13. 愛的苦酒/美酒加咖啡/苦酒滿杯 14. 365里路（新歌） 15. 往事不堪回首 16. 不如早點分離 17. 原諒我吧！心上人 18. 愛他不愛我                                   |
| 1996年 | 回味老歌        | 皇星全音 | KSCD-2057  | 華語             | 曲目 1. 白雲下的牧歌（新歌） 2. 意難忘（新歌） 3. 鐘山春 4. 請你放開我 5. 我需要安慰 6. 別再追問 7. 愛情如水向東流 8. 為什麼離開我 9. 幾時再回頭 10. 恨你不回頭 11. 回頭我也不要你 12. 後悔愛上你 13. 冬戀 14. 榕樹下 15. 我沒有騙你 16. 忘也忘不了 17. 阿蘭娜 18. 愛我在今宵 19. 男人的眼淚 20. 往事只能回味                                           |
| 1997年 | 神州金曲        | 皇星全音 | KSCD-2092  | 華語             | 曲目 1. 愛的波折（新歌） 2. 在那銀色的月光下（新歌） 3. 送情郎 4. 少年的我（新歌） 5. 茶山姑娘 6. 敢問路在何方 7. 採紅菱 8. 國家一定強 9. 出塞曲 10. 妹妹你大膽地往前走 11. 彌渡山歌 12. 我熱戀的故鄉 13. 凱旋歌 14. 少年壯志不言愁（新歌） |
| 1998年 | 舞臺秀經典金曲  | 皇星全音 | KSCD-2100  | 華語、台語、英語 | 曲目 1. 世界第一等（台語） 2. 希望在明天 3. 春天裡 4. 東南西北風 5. 奇妙的約會 6. 你真美 7. 草原之夜 8. 黃昏放牛 9. 老子有錢 10. 黃河願 11. 我是中國人/龍的傳人/夢駝鈴 12. 萬里長城/山南山北走一回/今山古道 13. 叉燒包 14. 九月九的酒 15. 大醉俠 16. 故鄉 17. 可愛的馬 18. Sha-La-La（英語）                                                            |
| 2007年 | 情歌精選集      | 皇星全音 | KSCD-2159  | 華語             | 曲目 1. 愛她愛她（新歌） 2. 花兒像人人像花（新歌） 3. 往日的舊夢（新歌） 4. 採紅菱 5. 兩情相悅（新歌） 6. 茶山姑娘 7. 桃花江 8. 其實你全都知道 9. 草原夜色美（新歌） 10. 留戀 11. 默默祝福你 12. 你到底愛不愛我 13. 星夜的離別 14. 寒雨曲 15. 愛你一萬年 16. 滿工對唱 17. 一山還有一山高 18. 小放牛                                                     |

#### 群星合輯
| 年份   | 專輯名稱               | 歌手                                                       | 唱片公司            | 語種 | 演唱曲目 |
| ------ | ---------------------- | ---------------------------------------------------------- | ------------------- | --- | --- |
| 1988年 | 恭喜大家新年好         | 莊學忠、小鳳鳳、楊庭                                       | 皇星全音            | 華語 | 演唱曲目 1. 新年新氣象 2. 鞠躬行禮拜新年 3. 迎新年 4. 新年喜洋洋 5. 新年好 6. 分享美好時光 7. 恭喜大家新年好 8. 喜臨門 |
| 1991年 | 三星拱照財神到         | 莊學忠、李俐青、楊庭                                       | 皇星全音            | 華語 | 演唱曲目 1. 開心又一年 2. 大拜年 3. 小拜年 4. 恭喜恭喜 5. 財神到我家 6. 恭喜大家都發財 7. 萬紫千紅迎春到 8. 開心喝年酒 9. 珍惜好時光 10. 歡樂歌聲滿人間 11. 要把今年過得更好 12. 賀新春                                                                        |
| 1993年 | 王者之風•金雞報喜      | 莊學忠、李俐青、張鳳萍、小鳳鳳、韋倫、盧翠華               | 皇星全音            | 華語、粵語 | 演唱曲目 1. 有福同享在人間 2. 恭喜發財發大財 3. 財神來了 4. 好一個大新年 5. 大家過個開心年 |
| 1995年 | 群星賀歲說恭喜         | 莊學忠、卓依婷、張鳳萍、黃國強                             | 皇星全音            | 華語、閩南語 | 演唱曲目 1. 花開富貴財神到（組曲）（與張鳳萍、黃國強、卓依婷合唱） 2. 賀新年迎財神 3. 又是新的一年到（組曲）（與張鳳萍、卓依婷合唱） 4. 快樂充滿四季裡 5. 生意興隆                                                                                             |
| 1998年 | 虎虎生威               | 賀歲合輯 華語、閩南語、粵語                                | 皇星全音            | 演唱曲目 1. 虎虎生威 2. 發財（合唱） 3. 朋友祝福你（合唱） 4. 如意吉祥慶新年 5. 百萬富翁你來當 6. 相親相愛（合唱） | |
| 1999年 | 飛越2000               | 大馬群星                                                   | 威揚娛樂            | 華語 | 演唱曲目 1. 願你將愛心留住 2. 掌心 3. 路彎彎 4. 想你是臨睡的習慣 |
| 1999年 | 八大巨星•拱照北京城    | 莊學忠、羅賓、喬華、陳良泉、卓依婷、李燕萍、謝采妘、小萍萍 | 威揚娛樂            | 華語 | 演唱曲目 1. 同歡共樂賀新年/新年頌/喜臨門/歡迎新年到 2. 年節時景/大拜年/恭喜大家過新年/春花齊放 3. 福星高照財神到/今年要比去年好/富貴花開迎新年/花開富貴財神到 4. 賀新年/恭喜發財/新年歌兒大家唱/大地回春 5. 恭喜恭喜/開心又一年/發財/歡歡喜喜過好年/金獅來拜年 |
| 2000年 | 八大巨星•歡慶千禧年    | 莊學忠、羅賓、喬華、李燕萍、謝采妘、風采姐妹               | 威揚娛樂            | 華語 | 演唱曲目 1. 龍飛鳳舞迎新春 2. 歡慶千禧年 3. 福祿壽迎新年/猜酒拳/金錢鼓舞曲/正月裡來是新春 4. 新春好運到/打鑼打鼓/財神就來到/小城春意濃 5. 大團圓/接財神/新年接福行好運/囍結良緣 6. 萬事順意笑顏開/財神爺爺送財寶/春聯賀歲/大家過新年                           |
| 2005年 | 人間音緣               | 佛曲合輯                                                   | 香光緣有限公司      | 華語 | 演唱曲目 1. 佛光山之歌 2. 為世界祈願（與蔡可荔、林淑娟等合唱） 3. 三寶頌（與蔡可荔等合唱） |
| 2009年 | 塔外的法音             | 莊學忠、陳薇芝、林福森                                     | 皇星全音            | 華語 | 演唱曲目 1. 觀音靈感歌 2. 禪悟 3. 紅葉 4. 送你一聲阿彌陀佛（與陳薇芝合唱） 5. 我佛大慈父 6. 四宏願 7. 留下愛 感動這世界 |
| 2012年 | 十二群星福星福壽大旺年 | 群星                                                       | 捷旋音樂            | 華語 | 演唱曲目 1. 大歡年（與李燕萍、劉玲玲等合唱） 2. 大年旺！旺！旺！（與李燕萍、劉玲玲等合唱） 3. 天地喜洋洋 |
| 2013年 | 智光法音永流傳         | 群星                                                       | 捷旋音樂            | 華語 | 演唱曲目 1. 傳燈（大合唱） 2. 大悲咒（大合唱） 3. 釋尊頌（與李燕萍合唱） 4. 我們都是好弟子（大合唱） |
| 2017年 | 美好新年               | 群星                                                       | Milk Six Production | 華語 | 演唱曲目 1. 歡樂歌聲滿人間（與鐘盛忠、鐘曉玉合唱） |
| 2022年 | 五福星•迎春爭輝唱新年  | 莊學忠、黃銘德、謝采妘、尾尾、阿妮                         | Nutri Trend         | 華語 | 演唱曲目 1. 迎春爭輝唱新年（大合唱） 2. 八方吉祥樣樣紅（大合唱） |

#### 對唱歌曲
| 年份   | 歌曲名稱                                                  | 對唱歌手       | 語種   | 收錄專輯                   | 唱片公司     |
| ------ | --------------------------------------------------------- | -------------- | ------ | -------------------------- | ------------ |
| 1989年 | 一條手巾仔                                                | 小鳳鳳         | 閩南語 | 卡拉OK福建龍虎榜           | 皇星全音     |
| 1990年 | 病仔歌                                                    | 小鳳鳳         | 閩南語 | 新歌舊曲會知音             | 皇星全音     |
| 1990年 | 父子情深                                                  | 小鳳鳳         | 閩南語 | 小鳳鳳福建專輯             | 皇星全音     |
| 1991年 | 回憶成為我的唯一                                          | 盧翠華         | 華語   | 如果COLLECTION             | 皇星全音     |
| 1992年 | 三輪車伕之戀 阮無愛你 相命仙                              | 張鳳萍         | 閩南語 | 福建恰恰老歌               | 皇星全音     |
| 1993年 | 雲中月 舊情也綿綿 茫茫到深更 傷心酒店 烘爐茶古 最後的酒杯 | 張鳳萍、張鳳嬌 | 閩南語 | 福建串燒組曲               | 皇星全音     |
| 1994年 | 桃花過渡                                                  | 張鳳萍         | 閩南語 | 福建串歌                   | 皇星全音     |
| 1995年 | 你為什麼一定要走 故鄉的月最亮                             | 吳君麗         | 華語   | 你為什麼一定要走           | 皇星全音     |
| 1998年 | 倆情相悅 父與子                                           | 李俐青         | 華語   | 倆情相悅                   | 跟隨我唱片   |
| 1998年 | 敖包相會 野丫頭                                           | 絲絲           | 華語   | 別出心絲                   | 威揚娛樂     |
| 1998年 | 心雨                                                      | 李燕萍         | 華語   | 我熱戀的故鄉               | 威揚娛樂     |
| 2006年 | 親愛的你 結局                                             | 林淑娟         | 華語   | 心錄麗呈金曲               | 金達娛樂     |
| 2007年 | 明天陽光依然燦爛                                          | 劉秋儀         | 華語   | 滿堂喝采                   | 皇星全音     |
| 2007年 | 大家來做夥                                                | 黃一飛         | 閩南語 | 黃一飛與喵喵組合卡拉OK VCD | 滾石唱片(馬) |
| 2009年 | 三輪車上的小姐 娘惹與峇峇                                 | 陳萊萊         | 華語   | 金嗓名曲寄知音             | 皇星全音     |
| 2017年 | 若是有你佇我的生命                                        | 饒鏸文         | 閩南語 | 福音詩歌集                 | 自資出版     |

#### 單曲
- 1992年：傳龍的人
- 1993年
  - 我不能不愛你
  - 春雷
  - 財神來了（金雞報喜）
- 1995年
  - 何處是我家（佛曲）
  - 末法（佛曲）
- 1997年：惠安頌
- 1998年
  - 真實英雄
  - 薪火不變
- 1999年
  - 飛揚之歌
  - AMCA是我家（大合唱）
- 2000年：我們在宏願集團
- 2003年
  - 鐵樹開花（佛曲）
  - 減肥歌
- 2004年
  - 顶天立地
- 2005年
  - 點燈
  - 微笑的力量（佛曲）
  - 世紀生春
  - 感動的世界最美麗
  - 佛教青年的歌聲
- 2012年：天地喜洋洋
- 2015年：足跡
- 2017年
  - 戀曲MEK AWANG
  - 歡樂歌聲滿人間（與鐘盛忠、鐘晓玉合唱）
- 2020年
  - 金龍山之歌 （佛曲）
  - 別怕 還有我在（與黃振江合唱）
  - 可可托海的牧羊人
- 2021年：自己的國家自己救
- 2022年：心中的光

#### 主題曲
- 1986年：馬來西亞電視連續劇《鄉野父子情》主題曲《錯誤的抉擇》
- 1990年：受新加坡電視台之邀演唱電視劇《大內雙寶》主題曲及插曲《落花恨》
- 1991年：馬六甲傲沄山莊旅遊勝地主題曲《傲沄山莊》
- 2004年
  - 受邀演唱張國立主演賀歲電視劇《財神到》大馬版之主題曲
  - 馬來西亞國營電視台TV2中文電視劇《敦陳禎祿》主題曲《頂天立地》
- 2015年4月：演唱中華維新1515百年校慶主題曲《足跡》[46]
- 2017年8月：土生華人文化旅遊節主題曲《戀曲Mek Awang》作曲及演唱[47][48]

## 詞曲創作
| 年份   | 歌曲名稱                                | 演唱歌手                                               | 作詞者           | 作曲者               |
| ------ | --------------------------------------- | ------------------------------------------------------ | ---------------- | -------------------- |
| 1987年 | 千山萬水寄情意                          | 莊學忠                                                 | 莊學忠、陳榮謙   | 莊學忠               |
| 1987年 | 重燃愛火                                | 莊學忠                                                 | 莊學忠、陳榮謙   | 莊學忠               |
| 1987年 | 心愛那個你                              | 莊學忠                                                 | 莊學忠           | 黃敏                 |
| 1990年 | 祝福你                                  | 莊學忠                                                 | 莊學忠           | 莊學忠               |
| 1990年 | 捉魚人                                  | 小鳳鳳                                                 | 林文慶           | 莊學忠               |
| 1991年 | 年輕的理想                              | 盧翠華                                                 | 莊學忠           | 莊學忠               |
| 1991年 | 回憶成為我的唯一                        | 盧翠華、莊學忠                                         | 莊學忠           | 印尼歌               |
| 1991年 | 向前走                                  | 盧翠華                                                 | 莊學忠           | 林強                 |
| 1993年 | 大家過個開心年                          | 皇星全音群星                                           | 莊學忠           | 莊學忠               |
| 1994年 | 月亮頌                                  | 莊學忠                                                 | 黑白雙俠(關德輝) | 莊學忠               |
| 1994年 | 財神爺你真好                            | 莊學忠                                                 | 莊學忠           | 莊學忠               |
| 1995年 | 望鄉                                    | 莊學忠                                                 | 黑白雙俠(關德輝) | 莊學忠               |
| 1996年 | 七彩繽紛祝福您                          | 七彩繽紛組合                                           | 莊學忠           | 莊學忠               |
| 1996年 | ABC小天地                               | 四千金                                                 | 莊學忠           | 莊學忠               |
| 1996年 | 大家來學ABC                             | 四千金                                                 | 莊學忠           | 莊學忠               |
| 1997年 | 迎接七彩繽紛年                          | 七彩繽紛組合                                           | 莊忠城           | 莊學忠               |
| 1997年 | 美麗的家鄉                              | 王雪晶                                                 | 張少林           | 莊學忠               |
| 1998年 | 虎虎生威                                | 莊學忠                                                 | 莊學忠           | 莊學忠               |
| 1998年 | 新年歡喜                                | 莊學忠                                                 | 莊學忠           | 莊學忠               |
| 1998年 | 讓愛心世界到永遠                        | 莊學忠                                                 | 莊忠城           | 莊學忠（作曲、編曲） |
| 1998年 | 真實英雄 （页面存档备份，存于）         | 莊學忠                                                 | 世界保險公會     | 莊學忠               |
| 1998年 | 倆情相悅                                | 李俐青、莊學忠                                         | 莊忠城           | 莊學忠               |
| 1998年 | 薪火不變                                | 莊學忠                                                 | 佚名             | 莊學忠               |
| 1999年 | 迷網                                    | 李燕萍                                                 | 賴格             | 莊學忠               |
| 1999年 | 童年歲月                                | 七彩繽紛組合                                           | 依爾             | 莊學忠               |
| 1999年 | GO GO過新年                             | 莊學忠                                                 | 莊忠城           | 莊學忠               |
| 1999年 | 飛揚之歌                                | 莊學忠                                                 | 莊學忠           | 莊學忠               |
| 2000年 | 龍飛鳳舞迎新春                          | 八大巨星                                               | 莊忠城           | 莊學忠               |
| 2000年 | 思鄉曲                                  | 賴冰霞                                                 | 莊忠城           | 莊學忠               |
| 2001年 | 娃娃過新年                              | 珍妮娃娃組合                                           | 莊忠城           | 莊學忠               |
| 2001年 | 春滿乾坤福滿園                          | 莊學忠                                                 | 莊忠城           | 莊學忠               |
| 2002年 | 娃娃迎春天                              | 珍妮娃娃組合                                           | 莊忠城           | 莊學忠               |
| 2002年 | 芭拉芭拉過新年                          | 莊學忠                                                 | 張少林           | 莊學忠               |
| 2003年 | 減肥歌 （页面存档备份，存于）           | 莊學忠                                                 | 莊忠城           | 莊學忠               |
| 2004年 | 莊嚴頌                                  | 莊學忠                                                 | 莊紹榮、嚴亞西   | 莊學忠               |
| 2004年 | 讓幸福隨風而去                          | 丘進                                                   | 莊忠城           | 莊學忠               |
| 2005年 | 歌唱楚莊王                              | 莊學忠                                                 | 莊紹榮、嚴亞西   | 莊學忠               |
| 2005年 | 點燈                                    | 莊學忠                                                 | 星雲大師         | 莊學忠               |
| 2005年 | 微笑的力量                              | 莊學忠                                                 | 星雲大師         | 莊學忠               |
| 2006年 | 歌唱嚴子陵                              | 莊學忠                                                 | 莊紹榮、嚴亞西   | 莊學忠               |
| 2007年 | 意難忘                                  | 莊學忠                                                 | 莊學忠           | 張燕清               |
| 2007年 | 酒後的心聲                              | 莊學忠                                                 | 莊學忠           | 董皓平               |
| 2007年 | 心愛的是你                              | 莊學忠                                                 | 莊學忠           | 徐嘉良               |
| 2007年 | 愛過不留痕跡                            | 莊學忠                                                 | 莊學忠           | 徐嘉良               |
| 2007年 | 一生只有你                              | 莊學忠                                                 | 莊學忠           | 張燕清               |
| 2007年 | 明天陽光依然燦爛 （页面存档备份，存于） | 劉秋儀、莊學忠                                         | 依爾             | 莊學忠               |
| 2007年 | 滿堂喝彩 （页面存档备份，存于）         | 劉秋儀                                                 | 依爾             | 莊學忠               |
| 2008年 | 心中的長城 （页面存档备份，存于）       | 莊學忠                                                 | 林俊名           | 莊學忠               |
| 2008年 | 山南山北多走一回 （页面存档备份，存于） | 莊學忠                                                 | 張國祥           | 莊學忠               |
| 2009年 | 歌唱莊子                                | 莊學忠                                                 | 莊紹榮、嚴亞西   | 莊學忠               |
| 2010年 | 逍遙遊                                  | 莊學忠                                                 | 莊紹榮、嚴亞西   | 莊學忠               |
| 2011年 | 玫瑰花                                  | 莊學忠                                                 | 陳季畿           | 莊學忠               |
| 2012年 | 飛龍在天過好年 （页面存档备份，存于）   | 988電台DJ                                              | 高德順           | 莊學忠               |
| 2015年 | 喜氣羊羊過好年 （页面存档备份，存于）   | 988電台DJ                                              | 高得順           | 莊學忠               |
| 2016年 | 大好年 （页面存档备份，存于）           | 莊學忠                                                 | 莊學忠           | 莊學忠               |
| 2017年 | 好心情好新年 （页面存档备份，存于）     | MRC群星                                                | 莊學忠           | 莊學忠               |
| 2017年 | 戀曲MEK AWANG                           | 莊學忠                                                 | 林揚風           | 莊學忠               |
| 2018年 | 新年歌 （页面存档备份，存于）           | MRC群星                                                | 莊學忠           | 莊學忠               |
| 2020年 | 金龍山之歌 （页面存档备份，存于）       | 莊學忠                                                 | 釋章慧           | 莊學忠               |
| 2021年 | 牛轉乾坤氣勢如虹 （页面存档备份，存于） | MRC群星                                                | 莊學忠           | 莊學忠               |
| 2022年 | 兄弟，我挺你                            | 黄铭德、莊學忠                                         | 莊學忠           | 莊學忠               |
| 2022年 | 迎春争辉唱新年                          | 五福星（黄铭德、庄学忠、阿妮、尾尾【丘世伟】、谢采妘） | 依尔             | 莊學忠               |
| 2024年 | 鳳舞賀歲                                | 黃曉鳳                                                 | 依尔             | 莊學忠               |

## 專輯製作
| 年份   | 專輯名稱                     | 演唱歌手                                                       | 語種               | 唱片公司             |
| ------ | ---------------------------- | -------------------------------------------------------------- | ------------------ | -------------------- |
| 1989年 | 卡拉OK-89                    | 皇星歌手                                                       | 閩南語             | 皇星全音             |
| 1989年 | 最暢銷流行曲龍虎榜           | 皇星歌手                                                       | 華語               | 皇星全音             |
| 1990年 | 懷念巨星之歌                 | 方力                                                           | 華語               | 創藝唱片             |
| 1991年 | 三星拱照財神到               | 莊學忠、李俐青、楊庭                                           | 華語               | 皇星全音             |
| 1991年 | 彎彎的月亮/傳燈              | 莊學忠                                                         | 華語               | 皇星全音             |
| 1991年 | 傲沄山莊                     | 莊學忠                                                         | 華語               | 皇星全音             |
| 1991年 | 情歌對唱集                   | 莊學忠、李俐青、莊美娟、盧翠華                                 | 華語               | 皇星全音             |
| 1991年 | 福建卡拉ok金曲(1)            | 莊學忠                                                         | 閩南語             | 皇星全音             |
| 1991年 | 福建卡拉ok金曲(2)            | 莊學忠                                                         | 閩南語             | 皇星全音             |
| 1991年 | 福建專輯(少年的夢)           | 莊學忠                                                         | 閩南語             | 皇星全音             |
| 1991年 | 如果COLLECTION               | 盧翠華                                                         | 華語               | 皇星全音             |
| 1992年 | CHA-CHA情歌對唱集            | 莊學忠、莊美娟、李俐青、方詠慧                                 | 華語               | 皇星全音             |
| 1992年 | 魅力金曲(黃昏放牛)           | 莊學忠                                                         | 華語               | 皇星全音             |
| 1992年 | 百鳥爭鳴大地回春             | 莊學忠                                                         | 華語               | 皇星全音             |
| 1992年 | 再夢一次/傳龍的人            | 莊學忠、雨涵、雯雁、風韻                                       | 華語               | 皇星全音             |
| 1993年 | 民族風                       | 莊學忠                                                         | 華語               | 皇星全音             |
| 1993年 | 皇星全音(金雞報喜)           | 莊學忠、李俐青、盧翠華、韋倫、小鳳鳳、張鳳萍                   | 華語、粵語、閩南語 | 皇星全音             |
| 1993年 | 情歌對唱集(2)                | 莊學忠、張鳳萍、莊美娟、楊采瑩、方詠慧                         | 華語               | 皇星全音             |
| 1993年 | 包青天                       | 莊學忠                                                         | 華語               | 皇星全音             |
| 1993年 | 福建串燒組曲                 | 張鳳萍、張鳳嬌                                                 | 閩南語             | 皇星全音             |
| 1993年 | 陽光歌樂團合輯               | 陽光全體歌手                                                   | 華語、閩南語       | 皇星全音             |
| 1994年 | 福建串歌                     | 張鳳萍                                                         | 閩南語             | 皇星全音             |
| 1994年 | 財神爺你真好                 | 莊學忠                                                         | 華語               | 皇星全音             |
| 1994年 | 全新魅力恰恰舞曲(夢在你懷中) | 莊學忠                                                         | 華語               | 皇星全音             |
| 1994年 | 月到中秋分外明               | 莊學忠                                                         | 華語               | 皇星全音             |
| 1994年 | 龍嘆醉唱                     | 莊學忠、滶沄群星                                               | 華語               | 皇星全音             |
| 1994年 | 古韻新聲                     | 陳義強                                                         | 華語               | 皇星全音             |
| 1994年 | 最愛金曲(東南西北風)         | 莊學忠                                                         | 華語               | 皇星全音             |
| 1995年 | 群星賀歲說恭喜               | 莊學忠、卓依婷、張鳳萍、黃國強                                 | 華語、閩南語       | 皇星全音             |
| 1995年 | 下雨天新歌專輯(3)            | 雷風                                                           | 華語               | 皇星全音             |
| 1995年 | 中華國樂賀歲曲               | 嗩吶                                                           | 純音樂             | 皇星全音             |
| 1996年 | 驀然迴首憶當年               | 關逸凡                                                         | 華語               | 跟隨我唱片           |
| 1996年 | 明智之歌                     | 明智                                                           | 華語               | 光波旋音唱片         |
| 1996年 | 七彩繽紛祝福您               | 七彩繽紛                                                       | 華語               | 威揚娛樂             |
| 1996年 | 新年童謠                     | 小薇薇                                                         | 華語               | 跟隨我唱片           |
| 1997年 | 七彩繽紛迎新春               | 七彩繽紛                                                       | 華語               | 威揚娛樂             |
| 1997年 | 溫馨的愛                     | 七彩繽紛                                                       | 華語               | 威揚娛樂             |
| 1997年 | 歡樂假期                     | 七彩繽紛                                                       | 華語               | 威揚娛樂             |
| 1997年 | 兒童樂園(1)                  | 四千金                                                         | 華語               | 威揚娛樂             |
| 1997年 | 快樂歌謠                     | 黃可兒                                                         | 華語               | 麗聲唱片             |
| 1997年 | 冠軍金曲                     | 周依婷                                                         | 華語               | 麗聲唱片             |
| 1998年 | 恰恰風采(DARLING你不要哭)    | 莊學忠                                                         | 華語               | 皇星全音             |
| 1998年 | 生財有道                     | 莊學忠                                                         | 華語               | 皇星全音             |
| 1998年 | ABC小天地                    | 四千金                                                         | 華語、英語         | 威揚娛樂             |
| 1998年 | 快樂童謠                     | 彩潔                                                           | 華語               | 威揚娛樂             |
| 1998年 | 倆情相悅                     | 李俐青                                                         | 華語               | 跟隨我唱片           |
| 1998年 | 我熱戀的故鄉                 | 李燕萍                                                         | 華語               | 威揚娛樂             |
| 1998年 | 別出心絲                     | 絲絲                                                           | 華語               | 威揚娛樂             |
| 1998年 | 威龍揚舞耀京城               | 四千金                                                         | 華語               | 威揚娛樂             |
| 1998年 | 皇星群星(虎虎生威)           | 莊學忠、劉珺兒、吳君麗、張鳳萍、張鳳嬌、江宇凡、蒙潤榮、盧錦桂 | 華語、粵語、閩南語 | 皇星全音             |
| 1998年 | 聖誕快樂賀新年               | 七彩繽紛                                                       | 華語               | 威揚娛樂             |
| 1999年 | 兒童樂園(2)                  | 四千金                                                         | 華語               | 威揚娛樂             |
| 1999年 | 草原夜色美                   | 張國祥                                                         | 華語、閩南語       | 皇星全音             |
| 1999年 | 童年歲月                     | 七彩繽紛                                                       | 華語               | 威揚娛樂             |
| 1999年 | 中華功夫                     | 莊學忠                                                         | 華語               | 皇星全音             |
| 1999年 | 八大巨星拱照北京城           | 莊學忠、羅賓、喬華、陳良泉、卓依婷、李燕萍、謝采妘、小萍萍     | 華語               | 威揚娛樂             |
| 2000年 | 山地好男人                   | 莊學忠                                                         | 華語               | 皇星全音             |
| 2001年 | 魅力冠軍金曲(我不能不愛你)   | 莊學忠                                                         | 華語               | 皇星全音             |
| 2001年 | 中國蘇州風情畫               | 莊學忠                                                         | 華語               | 皇星全音             |
| 2001年 | 娃娃過新年                   | 珍妮娃娃                                                       | 華語               | 新力軍唱片           |
| 2001年 | 大莊主劉順興號白玉書創作精選 | 莊學忠                                                         | 華語               | 碧龍莊               |
| 2002年 | 娃娃迎春天                   | 珍妮娃娃                                                       | 華語               | ZESTBASE             |
| 2002年 | Para-Para過新年              | 莊學忠                                                         | 華語               | 皇星全音             |
| 2002年 | 金龍佛韻                     | 莊學忠、李燕萍、四千金                                         | 華語               | 金龍山萬佛寺流通處   |
| 2002年 | 魅力冠軍金曲(2)              | 莊學忠                                                         | 華語               | 皇星全音             |
| 2003年 | 首張個人專輯                 | 劉燕燕                                                         | 華語               | 皇星全音             |
| 2003年 | 情歌鬧新春                   | 莊學忠、利慧君、劉燕燕                                         | 華語               | 皇星全音             |
| 2004年 | 財神到～電視原聲專輯         | 莊學忠                                                         | 華語               | M Entertainment      |
| 2004年 | 魅力冠軍金曲(3)              | 莊學忠                                                         | 華語               | 皇星全音             |
| 2004年 | 皇者腔韻                     | 丘進                                                           | 華語               | 25 STAR MUSIC        |
| 2004年 | 山歌黃梅調                   | 莊學忠、劉秋儀、陳薇芝、劉燕燕                                 | 華語               | 皇星全音             |
| 2004年 | 邱愛惠首張個人專輯           | 邱愛惠                                                         | 華語               | IVY POP MUSIC        |
| 2005年 | 新歌+東洋譯曲                | 莊學忠                                                         | 華語               | 皇星全音             |
| 2005年 | 懷念金曲+恰恰情歌            | 莊學忠                                                         | 華語               | 皇星全音             |
| 2005年 | 金雞報喜財神到               | 莊學忠                                                         | 華語               | 皇星全音             |
| 2006年 | 冠軍金曲(4)                  | 莊學忠                                                         | 華語、台語         | 皇星全音             |
| 2006年 | 世紀浪漫～恰恰情歌           | 莊學忠                                                         | 華語               | 皇星全音             |
| 2006年 | 不老情歌                     | 劉秋儀                                                         | 華語               | 皇星全音             |
| 2006年 | 韻星跳躍童星合輯             | 韻星群星                                                       | 華語               | 皇星全音             |
| 2007年 | 福建譯曲～意難忘             | 莊學忠                                                         | 華語               | 皇星全音             |
| 2007年 | 滿堂喝采                     | 劉秋儀                                                         | 華語               | 皇星全音             |
| 2008年 | 新民歌紅                     | 莊學忠                                                         | 華語               | 皇星全音             |
| 2008年 | 新婚快樂                     | 劉秋儀                                                         | 華語               | 皇星全音             |
| 2009年 | 塔外的法音(1)                | 莊學忠、陳薇芝、林福森                                         | 華語               | 皇星全音             |
| 2009年 | 情歌戀曲～桂林山水甲天下     | 莊學忠                                                         | 華語               | 皇星全音             |
| 2009年 | 金嗓名曲寄知音               | 陳萊萊                                                         | 華語               | 皇星全音             |
| 2009年 | 唯美動聽(4)                  | 溫媁媁                                                         | 華語、閩南語       | 星光唱片             |
| 2010年 | 魅力金曲(6)～無限風情在寶島  | 莊學忠                                                         | 華語               | 皇星全音             |
| 2010年 | 莊嚴之歌                     | 莊學忠                                                         | 華語               | 馬來西亞莊嚴宗親總會 |
| 2010年 | 好舒情                       | 楊康                                                           | 華語               | 本聲音樂             |
| 2010年 | 唯美動聽(5)                  | 溫媁媁                                                         | 華語、閩南語       | 星光唱片             |
| 2011年 | 魅力福建風                   | 莊學忠                                                         | 台語               | 莊學忠音樂廣場       |
| 2011年 | 圓夢系列(1)                  | LPS群星                                                        | 華語               | LPS歌唱學院          |
| 2012年 | 魅力冠軍(1)～皇者風範        | 莊學忠                                                         | 華語               | 莊學忠音樂廣場       |
| 2012年 | 魅力冠軍(2)                  | 莊學忠                                                         | 華語               | 莊學忠音樂廣場       |
| 2012年 | 群星龍年來拜年               | MRC群星                                                        | 華語               | SMM EDUCATION GROUP  |
| 2013年 | 魅力冠軍(3)～經典老歌集      | 莊學忠                                                         | 華語、粵語         | 莊學忠音樂廣場       |
| 2013年 | 冠軍金曲                     | 黃可澄                                                         | 華語               | 莊學忠音樂廣場       |
| 2013年 | 電影《哥妹倆》               | 主角演員                                                       | 華語               | 本聲音樂             |
| 2014年 | 圓夢系列(2)                  | LPS群星                                                        | 華語、粵語         | LPS歌唱學院          |
| 2014年 | 魅力冠軍(4)                  | 莊學忠                                                         | 華語               | 莊學忠音樂廣場       |
| 2014年 | 馬年                         | MRC群星                                                        | 華語               | SMM EDUCATION GROUP  |
| 2015年 | 魅力冠軍(5)                  | 莊學忠                                                         | 華語、台語         | 莊學忠音樂廣場       |
| 2015年 | 喜氣羊羊過好年               | 988電台全體DJ                                                  | 華語、粵語         | 988 STAR RADIO GROUP |
| 2015年 | 羊羊得意賀新年               | MRC群星                                                        | 華語               | SMM EDUCATION GROUP  |
| 2016年 | 猴猴聽群星齊獻瑞             | MRC群星                                                        | 華語               | SMM EDUCATION GROUP  |
| 2017年 | 好運來                       | 莊學忠                                                         | 華語               | 莊學忠音樂廣場       |
| 2017年 | 金雞報喜迎新春               | MRC群星                                                        | 華語               | SMM EDUCATION GROUP  |
| 2017年 | 福音詩歌集                   | 饒鏸文                                                         | 華語、閩南語       | 自資出版             |
| 2018年 | 魅力冠軍(6)                  | 莊學忠                                                         | 華語               | 莊學忠音樂廣場       |
| 2018年 | 十犬十美                     | MRC群星                                                        | 華語               | SMM EDUCATION GROUP  |
| 2019年 | 情懷舊曲                     | 李詠康                                                         | 華語               | 自資出版             |
| 2020年 | 牛轉乾坤氣勢如虹             | MRC群星                                                        | 華語               | SMM EDUCATION GROUP  |
| 2022年 | 兄弟，我挺你                 | 黄铭德                                                         | 華語               | UTOUCHE              |
| 2022年 | 别了爱人/爱的眼睛            | 关逸凡                                                         | 華語               | 关逸凡/瑞华唱片      |
| 2023年 | 謎情/舊緣難了                | 关逸凡                                                         | 華語               | 关逸凡/瑞华唱片      |

## 綜藝、主持、擔任評審
- 2006年：於ASTRO電視台《經典歌藝大賽》總決賽演出及擔任現場考核決賽歌手之嘉賓
- 2008年：擔任ASTRO電視台歌唱綜藝節目《好經典》全季主持，並在節目中演繹了24首歌曲
- 2009年：擔任ASTRO電視台《經典歌藝大賽》總決賽評審
- 2010年：擔任ASTRO電視台《歡喜來卡拉》大決賽評審
- 2011年：擔任ASTRO電視台《好經典》歌唱綜藝節目主持[50]，並在一季十多集節目當中總共演繹了31首歌曲
- 2011年：擔任ASTRO電視台《經典名曲歌唱大賽》總決賽評審及《歡喜來卡拉》總決賽評審
- 2012年：擔任ASTRO電視台《經典名曲歌唱大賽》總決賽評審暨演唱嘉賓
- 2013年：擔任ASTRO電視台《經典名曲歌唱大賽》總決賽之評審主席
- 2014年：擔任ASTRO電視台《經典名曲歌唱大賽》總決賽之總評審[51]
- 2015年：與小鳳鳳、羅時豐、荒山亮聯合擔任《全球歡喜來卡拉》總決賽評審[52]
- 2017年：擔任《Astro經典名曲歌唱大賽2017》試音評審及總決賽評審[53][54]
- 2018年：擔任《Astro經典名曲歌唱大賽2018》總決賽評審
- 2021年：擔任新加坡《全國閩南語線上歌唱大賽》大決賽評審
- 2022年
  - 7月31日擔任新加坡第二屆《全國閩南語線上歌唱大賽》大決賽評審
  - 7月31日擔任《好聲Family》第三季評審兼演唱嘉賓
- 2024年：擔任《好聲Family》第五季評審兼演唱嘉賓

## 廣告、代言
- 1997年：擔任JDO公司之產品「遙控開關器」代言人
- 1999年：擔任CNI公司之產品「Master Sound音響系統］代言人
- 2001年：擔任「蒂美皮膚美白系列」形象大使
- 2002～2003年：分別擔任過兩家減肥營養餐代言人
- 2007年：擔任Be Pro「家庭式卡拉ok音響系統」代言人
- 2019年：擔任歌王護嗓茶代言人
- 2021年5月：擔任Nattome Stomach Food營養餐代言人
- 2022年12月：擔任The Perfect Heartio通心王代言人
- 2024年12月：擔任Jazpiper Pro Max音響系統代言人

## 外部連結
- 莊學忠Facebook粉絲專頁 （页面存档备份，存于）
- Youtube莊學忠音樂廣場官方頻道 （页面存档备份，存于）